# Rui Patrício
Rui Pedro dos Santos Patrício, född 15 februari 1988 i Leiria, är en portugisisk fotbollsmålvakt som spelar för Atalanta.

## Klubbkarriär
Patrício var en av sju Sporting Lissabonspelare som den 14 juni 2018 lämnade klubben efter att ha blivit attackerade av supportrar under ett träningspass. Den 18 juni 2018 gick Patrício till den nyuppflyttade Premier League-klubben Wolverhampton Wanderers på ett fyraårigt avtal.
Den 13 juli 2021 värvades Patrício av italienska Roma, där han skrev på ett treårskontrakt.
Den 27 augusti 2024 värvades Patrício av italienska Atalanta.

## Landslagskarriär
Patrício blev uttagen i Portugals trupp till EM i fotboll 2012 och VM 2014.

## Meriter
- Portugisiska cupen: 2006–07, 2007–08, 2014–15
- Portugisiska supercupen: 2007, 2008, 2015
- Portugisiska ligacupen: Andra plats 2007–08, 2008–09